# Цева адом
Це́ва адо́м (ивр. צבע אדום‎ — красный цвет) — израильская система оповещения о падениях ракет (сирена и голосовое сообщение), позволяющая жителям спрятаться в бомбоубежищах или другом защищённом помещении.

## Название
До 2007 года система называлась «Шахар адом» (ивр. שחר אדום‎ — красная заря), название было изменено на «Цева адом» после случая с 7-летней девочкой по имени Шахар, родители которой через телевидение обратились в министерство безопасности после того, как их дочка, которая однажды пришла в школу в красной кофте, превратилась в объект шуток со стороны других школьников.

## Описание системы
Эта система в настоящее время действует во всех израильских городах, находящихся в зоне досягаемости ракет. После обнаружения ракетного запуска, система автоматически включает средство публичного оповещения в близлежащих израильских городах, посёлках и военных базах. В Сдероте система предупреждает жителей примерно за 15 секунд до подлёта ракет к городу. В Ашкелоне фора является 30—32-секундной. В «поясе Газы» (прилегающие к зелёной черте посёлки) падение ракеты может быть менее чем через 8 секунд после оповещения. После обстрела рекомендуется оставаться в защищённом помещении несколько минут.
Различаются два типа предостережений. В населённых пунктах, более близких к месту запуска ракет и снарядов, где время до возможного попадания составляет 15 секунд и менее, звучит запись женским голосом «Цева адом», обозначающая, что нужно быстро укрыться в наиболее безопасном месте. В населённых пунктах, где время больше, звучит обычная сирена, обозначающая, что нужно перейти в защищённое пространство, например бомбоубежище.
С 2014 года оповещения об атаке доступны в приложениях для смартфона на платформах IOS и Android.